# 库西塔 (阿拉巴马州)
库西塔（英文：Cusseta），是美国阿拉巴马州下属的一座城市。面积约为2.62平方英里（约合6.78平方公里）。根据2010年美国人口普查，该市有人口123人，人口密度为46.96/平方英里（约合18.14/平方公里）。